# Alexander Kronrod
Alexander Kronrod (rus: Александр Семёнович Кронрод)  (Moscou, 22 d'octubre de 1921 - Moscou, 6 d'octubre de 1986) va ser un matemàtic soviètic.

## Vida i obra
Kronrod va iniciar els seus estudis universitaris a la Facultat de Mecànica i Matemàtiques de la universitat Estatal de Moscou el 1938, però els va haver d'interrompre el 1941 en ser ocupada la Unió Soviètica pel Tercer Reich. Va participar en la defensa de Moscou i es va allistar a l'Exèrcit Roig, essent ferit greument en dues ocasions. El 1943, a causa de les lesions permanents de la última ferida, va ser desmobilitzat. El 1944 va reprendre els estudis universitaris que va finalitzar el 1949 amb una tesi doctoral sobre funcions de dues variables dirigida per Nikolai Luzin.
Al mateix temps que estudiava, va treballar des del 1945 al departament d'informàtica de l'Institut de Recerca Nuclear Kurtxàtov, on va començar a sentir-se atret pels problemes de computació. A partir de 1950 va treballar a l'Institut de Física Teòrica i Experimental de l'Acadèmia de Ciències de la Unió Soviètica, en el qual va desenvolupar el primer ordinador de relés soviètic, el RVM-1, i va dissenyar programes per jugar a cartes (el vuit americà) i a escacs. Quan els enginyers del centre es queixaven de que utilitzava massa hores del computador per jugar, ell els deia que els escacs són la drosòfila de la intel·ligència artificial. De fet, el 1966, el programa de Kronrod, operat per un RVM-2, va guanyar per 3 a 1 al programa de John McCarthy, operat per un IBM 7090.
Durant els anys 1960's també es va dedicar a organitzar les classes de matemàtiques de l'escola pública num. 7 de Moscou, convertint-la en un referent per a tots els adolescents que volien estudiar matemàtiques a nivell universitari.
La seva vida acadèmica es va espatllar quan el 1968, va ser un dels primers signants de la carta dels 99, dirigida a les autoritats soviètiques protestant per la reclusió arbitrària en un psiquiàtric del matemàtic dissident Iessenin-Volpin. Va ser acomiadat de l'Institut i va acabar treballant a l'Institut Geofísic del Ministeri del Petroli. Va morir a Moscou el 1986, totalment oblidat.